# 開業医
開業医（かいぎょうい）とは、自ら診療所、病院を営んでいる医師、歯科医師。勤務医の対義語。

## 種類
医師・歯科医師は「一人」で「医療法人」であり、大きな制限を受けることなく自由に開業が行える。一般的に「開業医」とは、診療所や病院を経営する医師や、歯科診療所を経営する歯科医師であり、経営形態から、大きく以下の2種類に分類される。
小規模医療機関：主に診療所・クリニック等
主に個人一人または親族等の数人の医師または歯科医師で運営されているもの。一般的に言われる「開業医」を指す。
大規模医療機関：主に病院等
主に多数の勤務医を有している病院を運営している医師または歯科医師

## 診療内容
病院等の大規模の医療機関と異なり、開業医の診療所ないしクリニックは、主に一つの診療科を標榜している「単科」の医療機関がほとんどであり、各診療科の専門医師を揃えていることは少ない。ただ近年では患者からの「専門医」志向から診療所ないしクリニックにおいても、複数診療科の医師を雇用して各診療科を謳う「専門外来」を設置して総合医療機関を宣伝している場合も多くなってきている。ただ、ある種の専門性を標榜（標榜科）しながらもプライマリ・ケアを基本に一般診療も行う医院では、整形外科医や眼科医等のどんな所でも、とりあえず「内科」を標榜したり、または内科医でもリハビリテーション科を標榜したりしている場合も多い。そのためプライマリ・ケア（総合内科、総合診療）を行う診療能力の格差は医師間において非常に大きいと言える。最近では様々な診療科を標榜するそれぞれの開業医が一つの敷地（建物）内に集まって開設し「メディカル・モール」（「医療モール」「クリニック・モール」とも）を形成して患者数を集めるような工夫もなされてきている。
また、「医療検査機器」は開設にあたって法令としての設置基準はなく、どこまでの「検査」や「診療」が行えるかは、診療所ないしクリニックの間で差は大きい。ただ診療報酬において診察そのものに対しての保険点数がそこまで近年見直されていることから、CTないしMRIといった医療機器を設置していている診療所ないしクリニックも増えてきている。

## 経営
美容医療や人間ドックや健康診断といった自由診療を主とする場合においても、保険医登録をして保険診療は行える場合がほとんであり、基本的に収入収益は「保険点数」による保険診療となっている。基本的に病院等の大規模医療機関でのDPC（包括医療費）ではなく、いわゆる「出来高加算」であり、診察や検査や処置を行うほど収入収益となっていく。
| 社会保険診療報酬額      | 経費割合 |
| ----------------------- | -------- |
| 2500万円以下            | 72％     |
| 2500万円超 3000万円以下 | 70％     |
| 3000万円超 4000万円以下 | 62％     |
| 4000万円超 5000万円以下 | 57％     |

個人事業主たる医療法人として、納税においても租税特別措置法第26条の破格の経費優遇措置があるが、勤務医は給与所得者であり、他職種と同じく経費優遇がほとんど無いため、開業医へ転向する傾向への助長ともなっている。
1970年台に医師不足解消の目的に税制面などで優遇された経緯があり、特に1970年代には開業医が長者番付や脱税報道にたびたび登場し、医師の高給を印象づけた。儒学の「医は仁術なり」をもじって「医は算術なり」という言葉が生まれたのもこの頃であった。1980年代に入って医師への逆風は強くなり、1983年に当時の厚生省保険局長の吉村仁による「医療費亡国論」が発表されて以降は、診療報酬や税法の改定が相次いだ。

## 勤務医との比較

### メリット
勤務医の場合、基本的に給与所得者（サラリーマン）であるため、多くの医療機関において定年が存在し、一般的に定年後も医業を継続したいと思う医師がほとんどであるため、特に大学教授等で定年後の再就職先が安定しているような場合を除いて、40〜50歳代頃までに個人事業主たる「開業医」へと転向する傾向にある。
近年、新卒医師の傾向において、皮膚科・眼科など主に外来診療を基本業務とするような診療科への希望が多くなり、外科・脳神経外科等の診療科への希望が少なくなってきている傾向にある。

### デメリット
都心・大都市圏においては、開業医が乱立してきており、特に歯科においてはコンビニエンスストアの出店数より多いとされる中で、患者数の確保は厳しい競争となってきている。以前は地方・過疎地においては比較的開業医の数は少ないとされていたが、それでも新規開業の際には各地域の医師会（主な構成員は各地域の開業医）が懸念してくる場合も少なくない。また、給与所得者である勤務医は仕事量に関わらず収入はほぼ固定であるが、個人事業主たる開業医は診療実績がそのまま収益となるため「利益追求型の診療」と取られ得るような診療が行われている場合も危惧されている。
近年、医療技術の進歩に伴い、各種医療機器無しには標準的な診療が困難でもあるため、高額な設備投資が要求されてくる。

## 政治活動
日本医師会、日本歯科医師会を始め、各都道府県医師会・歯科医師会、市町村医師会・歯科医師会等を構成している会員のほとんどが勤務医ではなく開業医である。そのため、勤務医より開業医の方に利権がある。